# André Frémaux
Pour les articles homonymes, voir Frémaux.
Pas d'image ? Cliquez ici

a Compétitions nationales et continentales officielles uniquement.

b Matchs officiels uniquement.
André Frémaux, né le 6 novembre 1928 à Paris et mort le 15 mai 2006 à Caen, est un ancien joueur français de rugby à XV, qui a fait toute sa carrière en Première Division au Paris université club (PUC). Il a surtout joué au poste de troisième ligne centre, mais a aussi évolué pilier et deuxième ligne (1,82 m, 82 kg).
Il disputa six matches contre les équipes de province lors de la tournée de l’équipe de France en Afrique du Sud en 1958, mais aucun test match. Il compte néanmoins une sélection pour avoir participé à une tournée comme c’était alors la coutume. 
Il a aussi fait partie de la toute première Équipe de France juniors, constituée en 1947.
Il exerçait la profession de chirurgien-dentiste.

## Carrière de joueur

### En club
- Paris université club 1947-1962

### En équipe nationale
Aucun test. Une sélection comptabilisée (1958).

## Palmarès

### En club
- Demi-finaliste du Championnat de France en 1955 contre le FC Lourdes et en 1958 contre le SC Mazamet.
- Quart de finaliste du Championnat de France en 1947 contre le FC Lourdes.

### En équipe nationale
- Sélection en équipe nationale : 1
- International juniors